# Trude Guermonprez
Trude Jalowetz-Guermonprez (ur. 9 listopada 1910 roku w Gdańsku, zm. 8 maja 1976 roku w San Francisco) – niemiecka artystka specjalizująca się w sztuce włókienniczej, twórczyni gobelinów.

## Życiorys

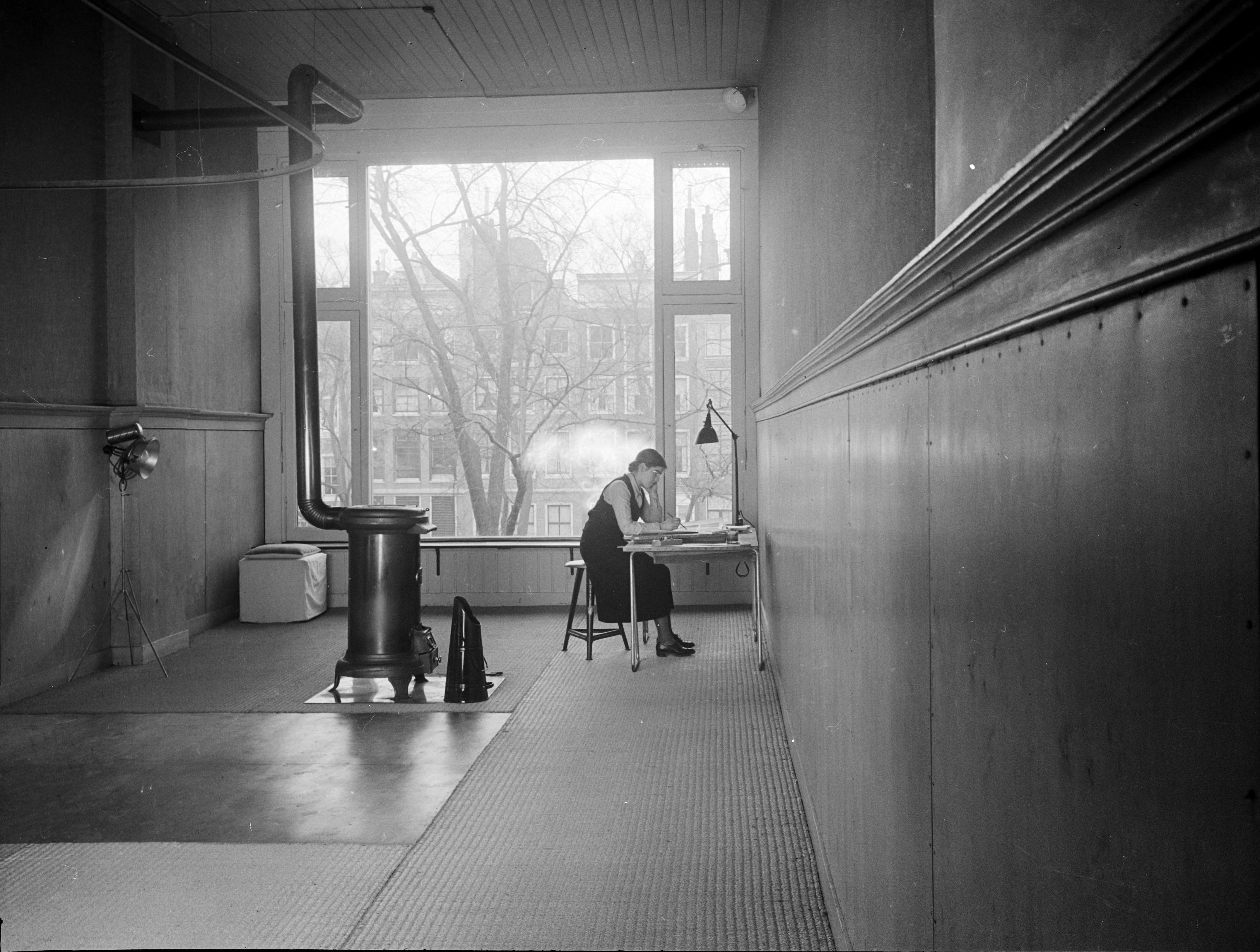
Trude Jalowetz (Amsterdam, 1937)

Guermonprez urodziła się w Gdańsku w rodzinie Austriaków. Jej ojciec, Heinrich Jalowetz, był muzykologiem i dyrygentem operowym, natomiast matka (Jalena) pracowała jako nauczycielka emisji głosu i introligatorka.
Nauczyła się tkać mieszkając w Halle, gdzie uczęszczała do Miejskiej Szkoły Sztuki i Rzemiosła. Wyszła za mąż za fotografa, Paula Guermonpreza, który zginął podczas walki w holenderskim ruchu oporu podczas agresji III Rzeszy. Guermonprez po wojnie pracowała w Holandii, a następnie, po sześciu latach, przeniosła się do Stanów Zjednoczonych. Wyszła ponownie za mąż, poślubiając Johna Elsessera, budowniczego i rzemieślnika z Kalifornii. Para przeprowadziła się do San Francisco. W 1960 rozpoczęła kierować katedrą Wydziału Rzemiosł na uniwersytecie w San Francisco, pracując tam przez prawie siedemnaście lat. Zmarła na raka w 1976. Jej pośmiertna wystawa odbyła się w 1982 w muzeum w Oakland.